# وزارة الزراعة

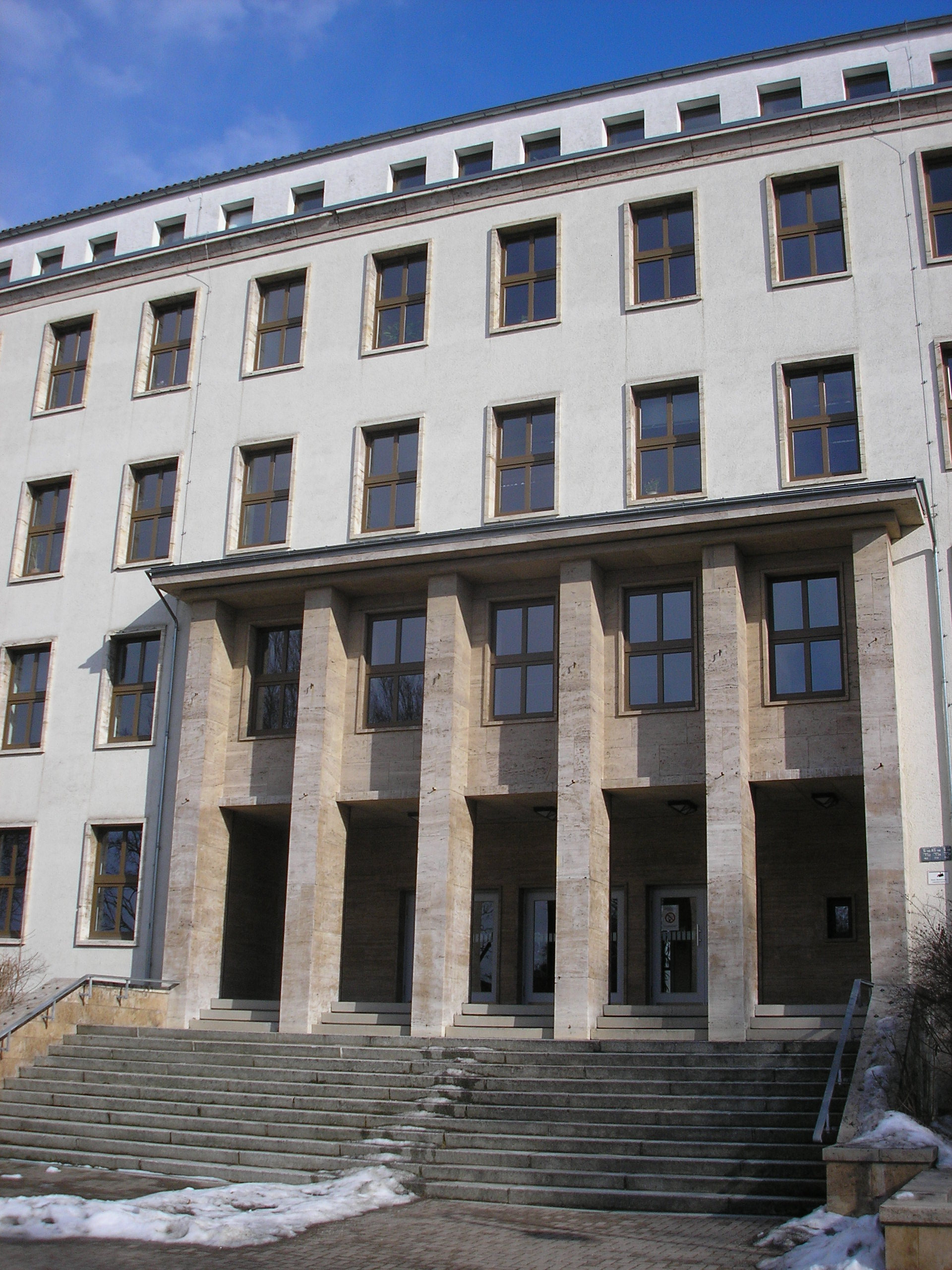
مبنى الإدارة الحكومية - Beethovenstrasse 3 ، إرفورت ، تورينجيا ، ألمانيا

وزارة الزراعة (Ministry of Agriculture) ويتم اختصارها ب MOA وهي وكالة حكومية مكلفة بالزراعة. ويرأس الوزارة في كثير من الأحيان وزير الزراعة.
تتولى الوزارة مهام محددة تتصل التنظيم والترويج، والبحوث الزراعية ، ودعم الأسعار والإعانات الزراعية والأمراض النباتية والأنواع الغازية. بعض الوزارات تتولى مسؤوليات إضافية في مجالات السياسة ذات الصلة ، مثل الغابات ومصايد الأسماك والشؤون الريفية ؛ الغذائية ونوعية الغذاء والأمن والسلامة ، وحماية المستهلك. في بعض البلدان ، وزارات الزراعة هي المسؤولة عن المسائل المتعلقة بالبيئة وكذلك في حين أن بعض الدول الأخرى تعيين هذا واجب وزارة البيئة فقط .